# تعلقه دادو
تعلقه دادو (به انگلیسی: Dadu Taluka) یک تعلقه یا تحصیل در پاکستان است که در ایالت سند واقع شده‌است.